# Plan autoroutier pour Paris
Le plan autoroutier pour Paris est un projet imaginé au milieu des années 1960 et visant à doter la capitale française d'un maillage fin d'autoroutes et d'axes « fluidifiés » à l'intérieur du boulevard périphérique. Soutenu par le président de la République Georges Pompidou, le plan est symbolique de la période des Trente Glorieuses et de la politique urbaine alors menée en faveur de l'automobile. L'objectif principal du plan est de relier Paris intra-muros aux villes nouvelles par des liaisons intégralement autoroutières permettant de s'affranchir des encombrements de la circulation.
La réalisation du projet aurait profondément bouleversé l'apparence de Paris, avec la destruction de nombreux bâtiments pour permettre le passage des autoroutes au cœur de quartiers historiques. Le plan doit ainsi faire face à une vive opposition de la part des riverains, qui refusent de voir le centre de Paris éventré au profit d'infrastructures routières.
La plupart des infrastructures prévues sont finalement abandonnées à la suite du choc pétrolier de 1973 et de l'arrivée au pouvoir de Valéry Giscard d'Estaing. La seule réalisation concrète de ce plan demeure la voie Georges-Pompidou, aménagée sur les berges de Seine en 1966.

## Caractéristiques et consistance du réseau

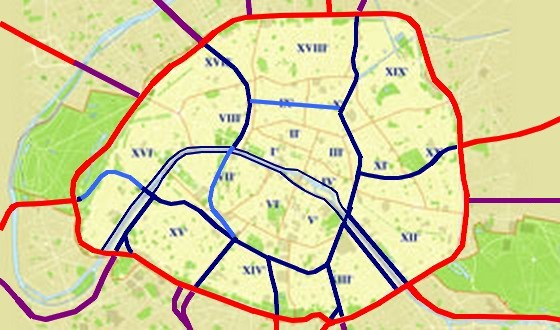
Le plan autoroutier de Pompidou : en rouge, les voies construites ; en violet, les autoroutes prévues ; en bleu foncé, les autoroutes intra-muros prévues et en bleu-clair les voies enterrées prévues.

Le projet comprenait en tout huit autoroutes à 2×2, 2×3 ou 2×4 voies, listées ci-dessous :
- radiale Nord-Ouest ;
- rocade Saint-Lazare – gare de Paris-Est ;
- rocade Saint-Lazare – Montparnasse ;
- rocade 16e – rive gauche ;
- radiale Vercingétorix ;
- radiale Denfert ;
- radiale de Bagnolet ;
- axe Nord-Sud.

À ces huit autoroutes s'ajoutaient les deux autoroutes rive droite et rive gauche (actuelles voies sur berges), dont certaines sections étaient unidirectionnelles.
À cela s'accompagnait un très vaste projet d'artères à circulation rapide, qui devaient apparemment être sans croisements, et reliées à  la voirie locale par des échangeurs. De nombreux axes devaient ainsi être transformés. Enfin, un nombre important de voies secondaires devaient être dotés, aux principaux carrefours, de tunnels permettant à nouveau d'éviter les croisements.
Ci-dessous, est présentée une analyse rapide de chacun des projets autoroutiers prévus.

### Radiale Nord-Ouest
Cette autoroute devait se situer dans le prolongement direct de l'autoroute A20, très vieux projet mort-né qui devait certainement relier la ville nouvelle de Cergy-Pontoise à la capitale. Elle était située presque exclusivement dans le 17e arrondissement. Après avoir passé le Périphérique, l'autoroute A20 devait entrer dans la capitale et devenir la radiale Nord-Ouest. Elle devait longer  les voies de la gare Saint-Lazare pendant près de deux kilomètres, jusqu'au niveau de la place de l'Europe, où elle s'échangeait avec les rocades Gare Saint-Lazare – Gare de l'Est et Gare Saint-Lazare – Gare Montparnasse. Un échangeur était prévu au croisement du boulevard des Batignolles. L'abandon avant 1970 du projet d'autoroute A20 entraîna également l'abandon de ce projet, qui par effet de château de cartes entraîna ensuite celui des deux rocades citées plus haut. La réalisation de cet axe était prévue en 1967 aux alentours de 1980-1985.

### Rocade Saint-Lazare - gare de Paris-Est
Cette autoroute, presque entièrement souterraine, devait être le maillon nord de la rocade autoroutière parisienne. Elle démarrait au nord de la gare Saint-Lazare, dans le 8e, pour ressortir dans le 10e, au jardin Villemin, qui doit son existence uniquement à l'abandon de ce projet. L'autoroute s'échangeait alors avec l'axe Nord-Sud. Le but de ce projet était donc uniquement d'assurer le lien entre les deux autoroutes. Le coût de ce projet était très élevé (un profond tunnel foré étant nécessaire), et sa réalisation n'était à l'époque pas envisagée avant 1990. L'abandon de l'A20 et donc de la radiale Nord-Ouest en eurent donc rapidement raison, l'intérêt du projet devenant bien moindre. Aucun échangeur souterrain n'était prévu.

### Rocade Saint-Lazare - Montparnasse
Ce projet est peut-être le plus étonnant. Dans le prolongement direct de la radiale Nord-Ouest, elle devait s'enfoncer profondément dans la capitale, longeant la rue d'Anjou à l'est pendant près d'un kilomètre et à ciel ouvert. L'entaille créée était importante. Pêle-mêle, elle devait ainsi passer à 100 m de la Madeleine, de la rue Royale et du Crillon, et à 300 m de l'Élysée. Elle s'échangeait avec l'avenue Gabriel, puis rentrait en tunnel au niveau des Champs-Élysées. Elle passait ensuite sous la Seine et le quai d'Orsay, avant de s'échanger avec la surface au niveau de l'Esplanade des Invalides. Trois autres échangeurs, également souterrains, étaient prévus avenue de Tourville, rue de Sèvres et rue de Vaugirard. Elle rejoignait la rocade 16e-RG et la radiale Vercingétorix à Montparnasse. À nouveau, l'abandon de la radiale Nord-Ouest entraîna celui de ce projet, qui était également très impopulaire.

### Rocade16e- rive gauche
Élément majeur de ce plan, ce maillon débutait à Auteuil, dans le prolongement de l'autoroute A13. Elle entrait immédiatement en souterrain, suivant les emprises de l'ancienne ligne de Petite Ceinture, jusqu'au niveau du jardin du Ranelagh. Là, elle obliquait à nouveau vers le sud, pour ressortir à Passy, à côté de la maison de la Radio. Elle s'échangeait avec la voie sur berge rive droite, traversait la Seine par un nouveau pont (l'actuel pont Rouelle sur lequel passe le RER C devant être détruit), et s'échangeait avec la voie sur berge rive gauche. Le quartier du Front de Seine, construit à la même époque, avait prévu cette autoroute : la place de Brazzaville est évasée sur les quais, là où elle devait accueillir l'échangeur. L'autoroute traversait donc cette place et rejoignait le boulevard de Grenelle, qui était transformé en autoroute, la circulation locale étant rejetée sur des voies latérales. Un échangeur était prévu au niveau de la station Dupleix. L'autoroute suivait ensuite les boulevards jusqu'à Montparnasse, après un échangeur à Cambronne. À Montparnasse, un nœud routier devait être construit entre la voirie locale, la pénétrante Vercingétorix et la rocade Saint-Lazare - Montparnasse. Elle rejoignait ensuite la place Denfert-Rochereau et la radiale Denfert par la rue Froidevaux, après s'être échangée avec l'avenue du Maine. Après Denfert, elle reprenait les boulevards jusqu'à l'axe Nord-Sud place d'Italie, sans échangeurs entre les deux. Ce fut certainement le gigantisme de ce projet qui causa sa perte, les travaux étant bien trop lourds, l'essence trop chère, l'opposition trop déterminée.

### Radiale Vercingétorix
La radiale Vercingétorix est particulière à plus d'un titre, car elle connut un début de réalisation, mais ce fut aussi sa chute qui entraîna celle de l'autoroute qui l'amenait aux portes de la capitale, et non l'inverse. Son tracé devait relier la partie sud de l'autoroute A10 à la porte de Vanves en empruntant l'emprise de la ligne de chemin de fer inachevée Paris - Chartres par Massy et Gallardon, longer les voies SNCF jusqu'à l'actuelle place de Catalogne, où elle rencontrait l'axe 16e-RG et la rocade. Deux échangeurs étaient prévus : boulevard Brune et rue d'Alésia. Vers 1970, l'A10 paraissant bien lancée, les premières destructions se firent dans Paris le long de la rue Vercingétorix. Plus loin, à Malakoff, l'École supérieure d'électricité était transférée à Gif-sur-Yvette. Vers 1972, juste avant le début des travaux, le projet se bloqua, en grande partie à cause des riverains. Ce coup d'arrêt se répercuta ensuite sur l'autoroute A10, qui dut faire un angle droit à Palaiseau, faute de prolongement, emprunter l'A87 (abandonnée), et se raccorder à l'A6, qui fut elle-même doublée. L'échangeur en croix à quatre niveaux prévu dans la vallée de Palaiseau a été en partie réalisé. Cela explique l'aménagement bizarre de ce grand échangeur mort-né et ses sorties qui vont tout droit en voie de gauche.
La situation resta incertaine jusqu'en 1977-1978, où l'idée de la pénétrante fut définitivement abandonnée, emportant ainsi le reste de l'A10 dans son sillage. Les emprises résultant des destructions ont été remplacées rue Vercingétorix par une multitude de squares, l'ensemble étant dénommé « coulée verte Vercingétorix » et par la création de la  ZAC Guilleminot-Vercingétorix.
En banlieue, c'est finalement la LGV Atlantique et la coulée verte du Sud-Parisien qui occuperont la plateforme de la ligne ferroviaire de Paris à Chartres par Gallardon.

### Radiale Denfert
La radiale Denfert n'était pas un élément majeur de ce plan, mais elle avait été prévue dès la fin des années 1950. En étudiant la géométrie de l'échangeur BP/A6a, on remarque en effet des voies non affectées et depuis condamnées. Après le boulevard périphérique, l'autoroute devait s'engouffrer sous le parc de la cité universitaire puis longer le viaduc du RER B. Elle devait border ensuite l'hôpital Sainte-Anne pour enfin parvenir place Denfert-Rochereau, où elle retrouvait l'axe 16e-RG. Aucun échangeur n'était prévu. Ce maillon d'importance moindre a été l'une des premières victimes de l'abandon du plan, son objectif n'étant en effet que d'amener l'automobile plus loin dans Paris.

### Radiale de Bagnolet
Cette radiale devait tracer sa voie dans les 11e et 20e arrondissements. Elle démarrait de l'échangeur A3-BP, s'échangeait porte de Bagnolet, passait sur les hauts de Charonne pour longer sur tout son côté sud le cimetière du Père-Lachaise. Un échangeur était prévu boulevard de Charonne. Elle zigzaguait ensuite en plein 11e jusqu'à l'axe Nord-Sud qu'elle rejoignait au niveau de la rue du Chemin-Vert. Cet axe était l'un des plus destructeurs : il ne reprenait en effet aucune voirie préexistante et ne passait que par peu d'espaces libres. Le projet s'effaça donc rapidement, la marque la plus visible étant le centre commercial Bel-Est qui, du fait de sa position entre les tentacules de l'échangeur de l'A3, rend impossible tout prolongement.

### Axe Nord-Sud
L'axe Nord-Sud était la clef de voûte de tout ce plan ; c'était le projet le plus demandé à l'époque, mais aussi le plus controversé. Il prévoyait en effet la destruction de 3 000 à 10 000 logements. L'autoroute devait démarrer porte d'Aubervilliers à la fin de l'autoroute A16, qui devait alors arriver jusqu'au Périphérique. Elle s'échangeait presque immédiatement avec le boulevard Macdonald, franchissait par un long viaduc les voies SNCF, passait sous la rue Riquet (échangeur) pour aboutir place de la Bataille-de-Stalingrad où, dans un environnement complexe (métro, boulevards, autoroutes), elle devait s'échanger avec la voirie. Elle s'engageait ensuite dans la tranchée du canal Saint-Martin qu'elle ne quittait plus jusqu'à la Seine. Au niveau de la gare de l'Est, elle croisait la rocade nord, puis Rue du Chemin-Vert, la radiale de Bagnolet. Entre les deux, on comptait deux échangeurs en un kilomètre (rue du Faubourg-du-Temple et boulevard Voltaire). C'est dire la densité de cet axe. Après un dernier échangeur place de la Bastille, on atteignait la Seine.
Là, l'autoroute se partageait en deux branches tout en s'échangeant avec les voies sur berges : la première traversait le pont d'Austerlitz, la seconde le pont Charles-de-Gaulle. Cette dernière branche traversait ensuite la gare d'Austerlitz, pour retrouver l'autre au droit du boulevard Saint-Marcel (échangeur). Un croisement 700 m plus loin, place d'Italie, était prévu avec la voirie locale et la rocade 16e-RG. L'axe Nord-Sud empruntait sur toute sa longueur l’avenue d'Italie, passage prévu dans les années 1970 dans le cadre du projet Italie 13. Un dernier échangeur était prévu porte d'Italie où l'axe Nord-Sud formait un maelström complexe avec à la fois le boulevard périphérique, l'A6b et l'autoroute A5 qui n'arriva jamais aux portes de la capitale. Il était prévu à l'époque d'ouvrir les premiers tronçons vers 1978, pour que l'autoroute soit complétée au début des années 1980.

## Abandon du projet
Le projet rencontra une très forte opposition de la part des riverains et, plus généralement, des associations de protection de l'environnement et de la mouvance écologiste. Ce quadrillage automobile de Paris faisait partie d'un schéma directeur régional établi par les services de l'État soumis au conseil municipal de Paris. Cette partie du schéma fut unanimement condamnée par cette assemblée dans sa séance du 12 janvier 1966. Cependant, avant la recréation d'un maire de Paris par la loi du 31 décembre 1975, l'orientation de l'urbanisme parisien était décidée plus par l'État que par la Ville. Or, Georges Pompidou, Premier ministre puis président de la République, était partisan d'une adaptation de Paris à l'automobile[Information douteuse] et estimait « qu'il faut renoncer à une esthétique dépassée ».
Valéry Giscard d'Estaing plus soucieux de protection du patrimoine et sensible à l'opposition des défenseurs de l'environnement décida l'abandon de ces projets après son élection de 1974 à une date où seule la radiale Vercingétorix connaissait un début d'exécution avec l'expropriation et la destruction de la partie du quartier de Plaisance longeant la voie ferrée depuis la gare de Paris-Montparnasse jusqu'à la porte de Vanves.

## Projets des années 1980
Après l'abandon de 1974, la réalisation d'infrastructures de ce type, lourdes et à ciel ouvert, n'est plus envisageable dans Paris intramuros à l'intérieur de la rocade du Périphérique achevé en 1973. Cependant, des projets d'infrastructures enterrées à grande profondeur et concédées, réseaux de tunnels reliant les différents points névralgiques de la capitale destinés à désengorger la surface, ont été présentés à la fin des années 1980.
Un projet LASER (liaison autoroutière souterraine expresse régionale) a été proposé en 1988 par la société Grands travaux de Marseille comprenant :
- un  axe Nanterre-La Défense-Les Halles-Autoroute du Sud en première tranche ;
- un complément de réseau reliant l'autoroute du Nord, les gares du Nord et de l'Est, le Luxembourg, Javel, l'autoroute de l'Ouest avec un embranchement vers les Halles, la Bastille, l'autoroute de l'Est en deuxième tranche.

Un projet concurrent, 3 R, est présenté en 1989 par l'entreprise Bouygues comportant un réseau à trois branches ; 
- autoroute A1–gare de l'Est-Halles-Montparnasse-autoroute A86 ;
- autoroute A14-Champs-Élysées-Jussieu-gare de Lyon-Bercy-autoroute A4 ;
- autoroute A3-Bagnolet-gare de Lyon-place d'Italie-Porte de Gentilly-autoroute A6.

Ces projets restés au stade d'études posaient de multiples problèmes : pente des entrées et sorties vers les souterrains à grande profondeur, aération par des bouches débouchant en surface, sécurité, absorption du supplément de trafic par le réseau de surface.
Leur coût, la réorientation vers les transports en commun et l'opposition d'associations de défense de l'environnement ont conduit à leur abandon,.

## Dans les années 2000
Dans les années 2000, la question de la suppression des voies sur berges a commencé à faire débat à Paris. Un nouveau projet d'aménagement a finalement été rendu public en avril 2010, avec pour ambition la reconquête et l’embellissement du site dans sa partie historique. Quatre objectifs ont été définis : développer et diversifier les usages, valoriser ce grand paysage porteur de l’identité de Paris, renforcer la continuité écologique de la Seine et ses abords, restituer les quais à tous les usagers (piétons, cyclistes notamment). 
En rive droite, la voie Georges-Pompidou, sur sa partie du port de l'Arsenal au tunnel des Tuileries, a été fermée à la circulation les dimanches et jours fériés à partir de 1995, l'été à partir de 2002 dans le cadre de l'opération Paris Plages, transformée en  boulevard urbain en 2015 puis, à partir de l'été 2016, en espace réservé aux piétons, cyclistes et circulations douces et la voie express rive gauche également fermée à la circulation automobile sur 2,3 km en janvier 2013 sous le nom de promenade André-Gorz. L'ensemble des deux espaces piétonniers forme le parc Rives-de-Seine inauguré le 2 avril 2017.
La voie Georges-Pompidou à l'est du port de l'Arsenal et à l'ouest du tunnel des Tuileries reste ouverte à la circulation automobile. La chaussée de cette voie est restée à niveau sur deux tronçons de l'avenue de New-York (devant le palais de Tokyo et au sud des jardins du Trocadéro), la largeur insuffisante du quai n'ayant pas permis la continuité de l'aménagement autoroutier à ces emplacements au début des années 1970.